# Trachypithecus ebenus
Trachypithecus ebenus is een zoogdier uit de familie van de apen van de Oude Wereld (Cercopithecidae). De wetenschappelijke naam van de soort werd voor het eerst geldig gepubliceerd door Douglas Brandon-Jones in 1995.

## Voorkomen
De soort komt voor in Laos en Vietnam.